# دژ آکرا
دژ آکرا (یونانی باستان: Ἄκρα) قلعه‌ای بود که یونانیان باستان در زمان اشغال اورشلیم در قرن دوم قبل از میلاد ساخته بودند. این بنا به عنوان بخشی از دیوارهای دفاعی اطراف شهر در طی محاصره اورشلیم توسط آنتیوخوس هفتم ساخته شد. نام آکرا از کلمه یونانی به معنای «قلعه» یا «ارگ» است. این قلعه به عنوان یک دژ استراتژیک برای نیروهای یونانی عمل می‌کرد و مانع مهمی برای شورشیان یهودی در طول قیام آنها علیه حکومت یونان بود. پس از شورش مکابیان، آکرا توسط نیروهای یهودی به رهبری یهودا مکابیوس ویران شد. امروزه هیچ بقایای قابل مشاهده ای از آکرا باقی نمانده‌است، زیرا احتمالاً پس از تخریب آن از بین رفته و مواد آن تغییر کاربری داده شده‌است.